# Амблен ле Пре
Амблен ле Пре (фр. Hamblain-les-Prés) насеље је и општина у североисточној Француској у региону Север-Па д Кале, у департману Па де Кале која припада префектури Арас.
По подацима из 2011. године у општини је живело 494 становника, а густина насељености је износила 101,44 становника/km². Општина се простире на површини од 4,87 km². Налази се на средњој надморској висини од 44 метара (максималној 73 m, а минималној 41 m).

## Демографија
| 1962. | 1968. | 1975. | 1982. | 1990. | 1999. | 2011. |
| ----- | ----- | ----- | ----- | ----- | ----- | ----- |
| 293   | 325   | 343   | 398   | 516   | 483   | 494   |

График промене броја становника у току последњих година